# Gustav Michaelis
Gustav Michaelis (Magdeburgo, 27 de junho de 1813 — Berlim, 9 de agosto de 1895) foi um matemático e taquígrafo alemão.